# Wera Meyer-Waldeck
Wera Meyer-Waldeck (Dresden, 6 de maig de 1906 - Bonn, 25 abril de 1964) va ser una arquitecta alemanya, defensora d'un urbanisme inclusiu, per a tota la ciutadania, amb tota la seva diversitat.
Entre les aportacions de Meyer-Waldeck en la construcció d'habitatges socials destaquen els "habitatges pilot", on conviuen diferents espais: dormitoris infantils, dormitoris dels pares i zones comunes. També es planteja la relació de la cuina, que integra en el saló, amb la resta de la vivenda. Promou la separació del nadó dels seus progenitors, que no ha de dormir amb els pares sinó en cambres pròximes. Crea també agrupacions d'habitatges diferents, per a prototips de famílies diferents, al voltant d'un pati.

## Trajectòria professional
Meyer-Waldeck va créixer a Alexandria fins als vuit anys. La família va passar la Primera Guerra Mundial a Suïssa. Després de formar-se com a mestra de jardí d'infància, Meyer-Waldeck va cursar estudis gràfics amb Georg Erler a l'Acadèmia d'Arts i Oficis de Dresden des de 1924 a 1927. El 1927 va continuar la seva formació a la Bauhaus a Dessau i, a més d'estudiar arquitectura i pintura, es va formar en el taller de mobles de la Bauhaus. El 1932 va ser la primera dona a Turíngia a fer l'examen d'aprenentatge de fusteria.
Des de setembre de 1934 fins a juliol de 1937, va treballar com a delineant tècnica a la fàbrica d'avions i motors Junkers, a Dessau, després a l'oficina de Planificació de la Xarxa d'Autopistes a Berlín, on projectà, per exemple, el pont sobre l'Elba a Hamburg, i des de 1939 com a arquitecta de l'Autoritat Nacional de Construcció de Ferrocarrils de Berlín. El 1942 és cap de l'oficina de planificació de la companyia minera i metal·lúrgica Karwin -Thzynietz, on treballa en la construcció de plantes de coc, estacions de bombament, una planta d'energia i habitatges per als treballadors.
Després de la guerra, les dones són retirades de les seves feines perquè els homes les puguin ocupar, i els és difícil treballar. Meyer-Waldeck torna a Dresden, on a partir de la primavera de 1946 podrà exercir fins al 1948 com a professora de disseny d'interiors a la Universitat Estatal d'Arts Aplicades.
A finals de la dècada obrí oficina pròpia a Berlín i treballà en la reconstrucció de la ciutat, especialment en la planificació d'habitatge social. El 1948 es va establir com a arquitecta freelance a Walldorf (Hesse) i dissenyadora de mobiliari. Com a nova membre del Deutscher Werkbund, va dissenyar la seva primera exposició de postguerra a Colònia el 1949, on va presentar els seus propis dissenys de mobles i un model de jardí infantil.

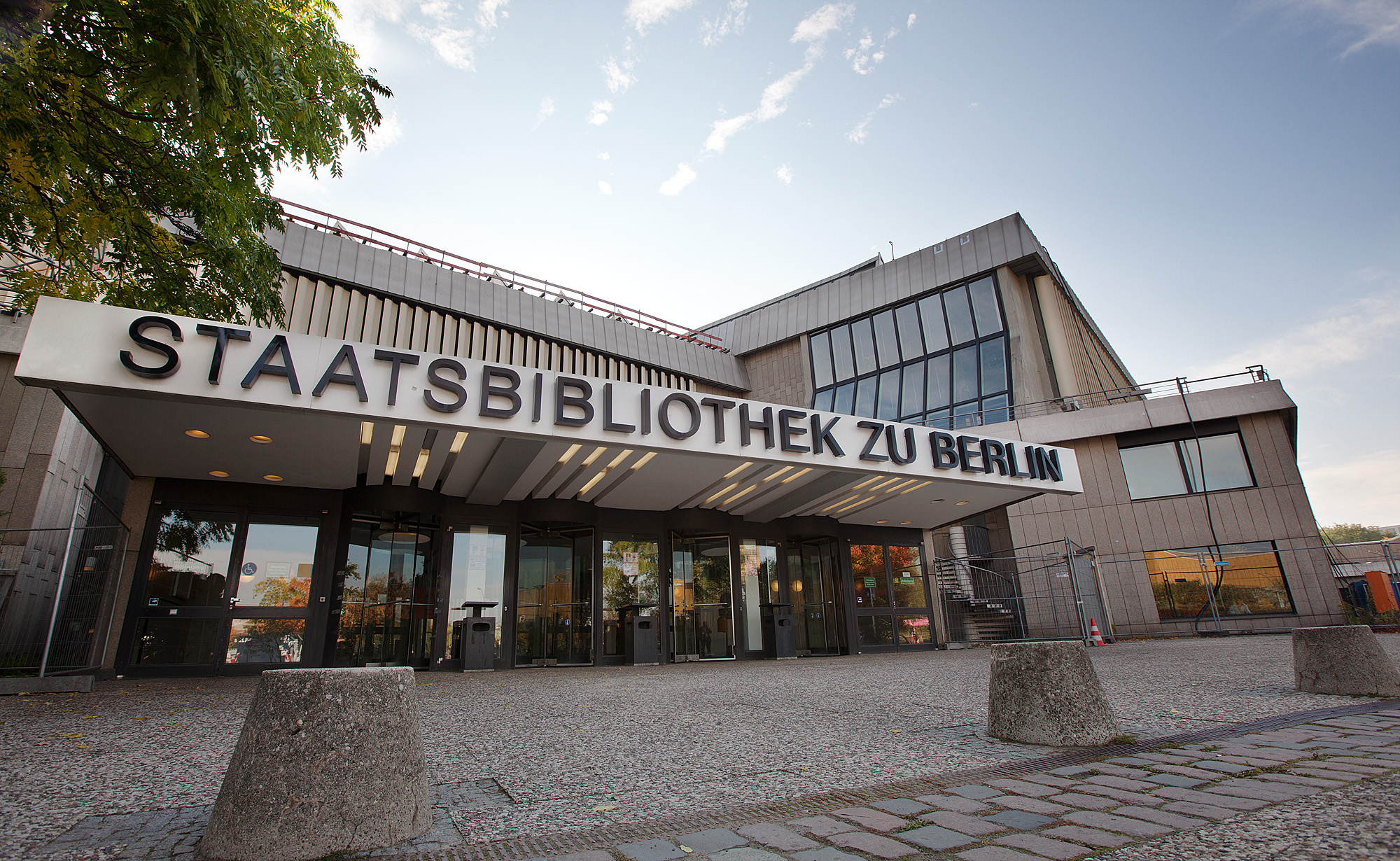
Entrada a la Biblioteca Estatal de Berlín, a la seu de Potsdamer Strasse

El 1949 va treballar a l'oficina de l'arquitecte Hans Schwippert, planificant el disseny interior del Bundestag alemany a Bonn, el disseny d'interiors de dos ministeris, la Biblioteca Estatal de Berlín a la Potsdamer Straße, la casa d'hostes del govern federal ("Viktorshöhe") i la Cancelleria Federal.
En projectes particulars per a altres artistes, trobem la construcció d'un bungalow per a la ceramista Liselotte Kuster, una casa amb taller per a Ursula Hanke-Förster –actualment dins dels edificis catalogats de Berlín–, a més de la seva casa familiar a Meisenstraße, a Dahlem, on visqué amb el seu marit i els quatre fills.
A més, va fer la reconversió d'un hotel a Coblenza, el disseny interior d'una casa per a solters i diverses escoles primàries, quatre cases amb balcons per a refugiats de l'Est i diverses cases unifamiliars a Colònia, així com per a estrangers catòlics.Va reformar una botiga de catifes, una casa model Ytong i, el 1962 una residència d'estudiants a Bonn.
Com a máxima responsable de la Comissió de Vivenda i Allotjament (Wohnung und Siedlung), de la Lliga de Dones Alemanyes (Deutschen Frauenring), fou l'encarregada de comissariar l'exposició So... Wohnen, el 1951, a Bonn. El text amb què obria la mostra començava reclamant que l'opinió de les dones fos escoltada: No és només un dret sinó el deure més seriós d'una dona, guanyar influència en el disseny de la casa i l'espai habitable. El 1957, juntament amb Hilde Weström, va desenvolupar diversos suggeriments de decoració per a l'exposició Viure a la ciutat del demà com a part de Interbau Berlín, on havia estat invitada. El 1958 va ser responsable de l'arquitectura expositiva del departament Necessitats personals, al Pavelló Alemany de l'Exposició Universal de Brussel·les.
Era membre de l'Associació d'Arquitectes Alemanys (BDA) i va escriure un gran nombre d'articles especialitzats.